# Vilcsa
Vilcsa (ukránul: Вільча) Ukrajna Kijevi területének Poliszkei járásában, Kijevtől északra, a fehérorosz határ mentén, a csernobili veszélyes zónában található település. Pripjaty városától 43 km-re nyugatra, Poliszkétől 17 km-re északra, a Csernobili atomerőműtől 44 km-re nyugatra található. A csernobili atomerőmű-baleset után hét évvel, 1993-ban kezdték meg a lakosság kitelepítését. A 30 km-es zónában található többi településhez hasonlóan itt is omladoznak az épületek, és a térséget lassan visszahódítja a természet.
Mivel Vilcsa a zóna egyik legszennyezettebb területén fekszik, egyhamar nem várható oda a visszatelepítés. Pripjaty városában 2005-ben egy iskola részlegesen beomlott, s a 30 km-es zónán belül található összes település, köztük Vilcsa is évtizedek múlva ugyanerre a sorsra juthat, mivel senki sem vállalja a középületek felújítását és rendbehozását

## Galéria
- Vasúti sín a település vasútállomása közelében
- Barátság emlékmű a fehérorosz határnál
- Elhagyott ház

## Fordítás
- Ez a szócikk részben vagy egészben  a   Vilcha, Kiev Oblast című angol Wikipédia-szócikk fordításán alapul.  Az eredeti cikk szerkesztőit annak laptörténete sorolja fel. Ez a jelzés csupán a megfogalmazás eredetét és a szerzői jogokat jelzi, nem szolgál a cikkben szereplő információk forrásmegjelöléseként.